# Janusz Tarnowski

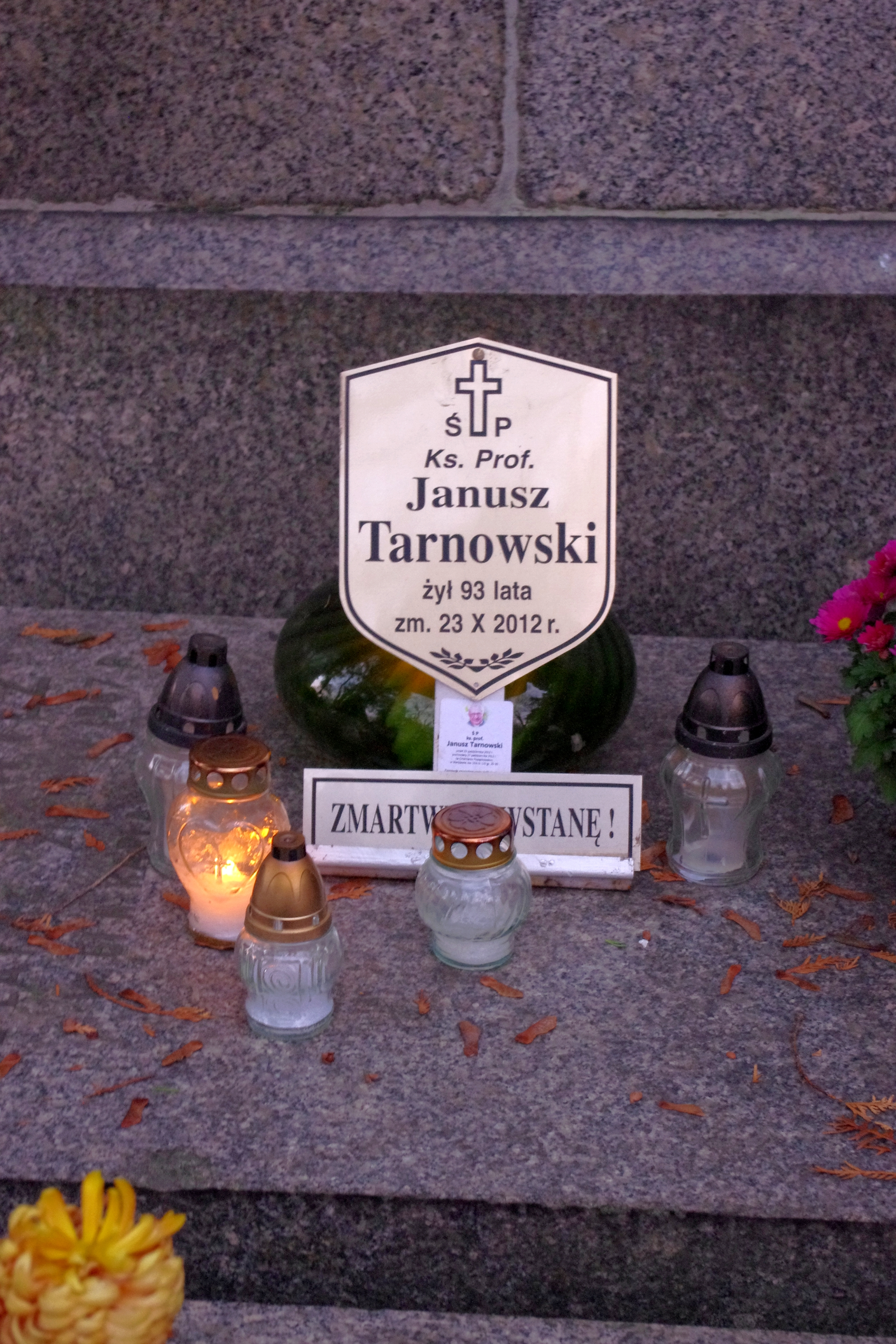
Grób Kapłanów Archidiecezji Warszawskiej na cmentarzu Powązkowskim w Warszawie, miejsce spoczynku m.in. pedagoga, ks. Janusza Tarnowskiego

Janusz Tarnowski (ur. 11 lipca 1919 w Warszawie, zm. 23 października 2012 tamże) – polski duchowny rzymskokatolicki, prof. zwyczajny doktor habilitowany, psycholog, pedagog, prekursor pedagogiki chrześcijańskiej w Polsce, twórca pedagogiki personalno-egzystencjalnej, publicysta, wykładowca akademicki.

## Życie i działalność naukowa
Świadectwo dojrzałości uzyskał w 1937 r. w Państwowym Gimnazjum im. Stanisława Staszica w Warszawie. Do seminarium duchownego wstąpił w 1938 r., w rodzinnym mieście. Święcenia kapłańskie otrzymał w 1943 r. Absolwent studiów magisterskich z filozofii w zakresie psychologii na KUL z 1950 r. W 1962 r., na tejże uczelni obronił doktorat z zakresu psychologii pod kierunkiem ks. prof. dr Józef Pastuszka, na podstawie rozprawy „Typologia Heymansa-Le Senne' a – studium psychologiczne”. Od 1956 r., piastował funkcję wykładowcy w Metropolitalnym Seminarium Duchownym w Warszawie. W latach 1966–2001 wykładał pedagogikę na Akademii Teologii Katolickiej w Warszawie (obecnie Uniwersytet Kardynała Stefana Wyszyńskiego). W 1972 r., Rada Wydziału Teologicznego ATK nadała mu stopień doktora habilitowanego na podstawie rozprawy „Problem chrześcijańskiej pedagogiki egzystencjalnej” (stopień ten został potwierdzony przez Centralną Komisję Kwalifikacyjną dopiero w 1980 r.). W 1982 r., Senat Akademicki ATK podjął uchwałę aby wystąpić z wnioskiem o nadanie Januszowi Tarnowskiemu tytułu profesora nadzwyczajnego nauk humanistycznych. W 1987 r., nastąpiło zatwierdzenie tego wniosku przez Ministerstwo Szkolnictwa Wyższego i ks. Janusz Tarnowski został mianowany profesorem nadzwyczajnym nauk humanistycznych. Od 1990 r., był profesorem zwyczajnym Papieskiego Wydziału Teologicznego w Warszawie.
Od 1985 r., był członkiem Komitetu Nauk Pedagogicznych PAN, a także Zarządu Polskiego Komitetu Korczakowskiego. Ks. prof. Janusz Tarnowski należał do Międzynarodowego Stowarzyszenia Studium Charakteru i Osobowości w Paryżu, był członkiem Międzynarodowego Biura Katolickiego do spraw dziecka w Genewie.
Jako duchowny od 1958 r., pełnił obowiązki duszpasterskie jako rektor kaplicy Matki Boskiej Częstochowskiej przy ul. Żelaznej 97 w domu generalnym sióstr Franciszkanek Rodziny Maryi w pałacu Bogusławskiego w Warszawie (mianowany przez kardynała Stefana Wyszyńskiego). Z jego inicjatywy powstał tam ośrodek duszpasterski dla dzieci i młodzieży. Rektorem kaplicy był przez 54 lata, w kapłaństwie przeżył 69 lat.
Jeszcze 30 lipca 2012 r. Janusz Tarnowski uczestniczył z numerem startowym „100”, w Biegu Powstania Warszawskiego jako kapelan (ps. „Gloria”), pokonując trasę 5 km na wózku inwalidzkim, który prowadził jego asystent Hubert Boczar.

## Pedagogika personalno-egzystencjalna
Tarnowski był twórcą pedagogiki personalno-egzystencjalnej (lub egzystencialno-personalnej.). Jej koncepcję i założenia przedstawił w swojej rozprawie habilitacyjnej – „Problem chrześcijańskiej pedagogiki egzystencjalnej”. Punktem wyjściowym jego założenia było spostrzeżeni iż dzisiaj wychowanie religijne nie dotyka głębi osoby dziecka i młodego człowieka, a ma bardziej znamiona tresury. Na skutek takich działań wychowanie ma charakter zewnętrzny, pozorny i krótkotrwały i przede wszystkim brakuje w nim osobistego, dogłębnego spotkania z Jezusem Chrystusem, które dokonywałoby wewnętrznej przemiany. Ks. Tarnowski stwierdzał, iż owo spotkanie z Jezusem jest łaską i nie da się go wyreżyserować, ale można wychowanka do niego przygotować.

## Pogrzeb
Pogrzeb ks. prof. Janusza Tarnowskiego odbył się 27 października 2012 r., w kościele św. Augustyna na warszawskim Muranowie. Mszy żałobnej przewodniczył bp Marian Duś. Został pochowany na cmentarzu Powązkowskim w Warszawie (kwatera 153-1,2-23).

## Janusz Tarnowski w opinii innych
W „Gazecie Wyborczej” po śmierci ks. prof. Janusza Tarnowskiego ukazał się wpis Jana Turnaua:

Na tle tradycyjnej katolickiej teorii wychowania wydawał się nowatorem. Jako teoretyk, profesor warszawskich uczelni katolickich, i jako praktyk, przyjaciel wielu młodych ludzi i ich kierownik duchowy, wyznawał pogląd, że wychowanie nie może w żaden sposób przypominać tresury. Metodą pedagogiczną musi być dialog. Najsławniejsza jego książka nosiła tytuł „Dzieci i ryby głosu nie mają?”. Ze znakiem zapytania, oczywiście dużym.

Po śmierci ks. prof. Janusza Tarnowskiego – prof. zw. dr hab. Bogusław Śliwerski napisał na swoim blogu:

WIELKI w swoich rolach i godnościach: CZŁOWIEK – KAPŁAN – PEDAGOG – WYCHOWAWCA – MISTRZ I NAUCZYCIEL pozostawiał w każdym, kto tylko miał okazję Go poznać, trwały ślad pamięci. Swoją twórczością, posługą, pięknym i mądrym życiem przeprowadzał – nie tylko moje pokolenie - z doby strukturalnego, symbolicznego totalitaryzmu i głęboko zakorzenionego w mentalności wielu osób syndromu homo sovieticus ku cywilizacji miłości, dialogu, humanizmu, zaangażowania i pedagogii. Nie bez powodu mówiliśmy o ks. J. Tarnowskim - „Korczak w sutannie”, gdyż jak nikt inny, potrafił czytać, analizować i upowszechniać pedagogię Starego Doktora, odkrywając w niej wyjątkowość ludzkich relacji i sztukę wychowania. To jednak nie wszystko, bowiem w odróżnieniu od wielu tzw. korczakowskich pedagogów, On tę pedagogię stosował w swoim życiu religijnym, osobistym, oświatowym i naukowym. Nie znam księdza, który potrafiłby tak, jak Janusz Tarnowski prowadzić dialogiczne msze, rozmawiać i porozumiewać się z dziećmi bez względu na ich wiek, sytuację społeczną czy wykształcenie. To był Mistrz nad Mistrzami, Primus inter Pares! Utraciliśmy najlepszego, charyzmatycznego Rzecznika Praw Dziecka/Człowieka, który swoim życiem i twórczością uświadamiał nam, na czym w istocie polegają te prawa i wolności, w czym wyraża się ich cywilizacyjne znaczenie.

Metropolita warszawski kardynał Kazimierz Nycz przebywający w momencie pogrzebu w Rzymie na Synodzie Biskupów, w przesłanym liście odczytanym podczas mszy pogrzebowej napisał:

Doskonale pamiętam jego niezwykłe zaangażowanie we wszystko, co czynił. Energię tę zachował do końca życia. W pracy swojej wytrwale szukał sposobu na zadzierzgnięcie międzyosobowych więzów z Bogiem i człowiekiem.

Oraz

W swym nauczaniu, w licznych publikacjach, nieustannie wskazywał na potrzebę religijnego wychowania dzieci i młodzieży, które prowadziłoby do osobistego, dogłębnego spotkania z Chrystusem.

## Wybrane publikacje[6]
- „Problem chrześcijańskiej pedagogiki egzystencjalnej” (Warszawa; 1982)
- „Próby dialogu z młodymi. Prekatecheza egzystencjalna” (Katowice: KSJ; 1983)
- „Wychowanie do pokoju z Bogiem i ludźmi” (Poznań 1981, 1984)
- „Siedem lat dialogu” (Katowice 1986)
- „Z tajników naszego „JA”. Typologia osobowości według R.Le Senne’a” (Poznań: Księgarnia Św. Wojcieicha 1987)
- „Rozmowy o wierze i życiu” (Katowice 1989)
- „Janusz Korczak dzisiaj” (Warszawa 1990)
- „Dzieci i ryby głosu nie mają?” (z dziecięcym zespołem redakcyjnym) (Warszawa, 5 tomów: 1991, 1993, 1996, 1998)
- „Jak wychowywać” (Warszawa: Wydawnictwo ATK 1993)
- „Kto pyta, nie błądzi (do zastosowania w kościele, w szkole i domu)” (Toruń i Warszawa 3 tomy: 1995, 1996, 1997)
- „Poznać siebie, zrozumieć innych” (Wrocław 1996)
- „Tele – Salomon radzi szukającym prawdy” (Warszawa 2000)
- „Jak wychowywać? W ogniu pytań” (Ząbki: Apostolicum 2003)
- „Jak wychowywać? Uczyć się od wychowanków (przyjaciół)?” (Kraków: Impuls 2005)
- „Dylematy etyczne” (red.) (Warszawa 2008)
- „Jak wychowywać? Barykada czy dialog?” (Warszawa: „Oficyna Wydawnicza „ADAM” 2009)
- „Jak wychowywać? W świecie paradoksów” (Warszawa: „Oficyna Wydawnicza „ADAM” 2009)
- „Jak wychowywać? Wczoraj. Dziś. Jutro” (Warszawa: „Oficyna Wydawnicza „ADAM” 2009)

## Odznaczenia i wyróżnienia
- Odznaczony Orderem Prymasowskim „Ecclesiae populoque servitium praestanti”[8]